# Natig Hasanov
Natig Hasanov (* 1. November 1977) ist ein ehemaliger aserbaidschanischer Gewichtheber.
Er erreichte bei den Weltmeisterschaften 2001 den zehnten Platz in der Klasse bis 85 kg. 2002 wurde er bei den Europameisterschaften Sechster. Bei den Europameisterschaften 2003 war er Neunter. 2004 hatte er bei den Europameisterschaften keinen gültigen Versuch. Nach einer längeren Pause startete er international erst wieder bei den Europameisterschaften 2006. Wegen eines Verstoßes gegen die Dopingbestimmungen wurde er allerdings disqualifiziert und anschließend für zwei Jahre gesperrt.